# Малкълм Лий
Малкълм Лий (на английски: Malcolm D. Lee) е американски режисьор, продуцент и сценарист. Сред филмите, режисирани от него са „Сватбата“ (1999), „Брат под прикритие“ (2002), „Ролери“ (2005), „Добре дошъл у дома, Роско Дженкинс“ (2008), „Солистът“ (2008), „Страшен филм 5“ (2013), „Ваканция с приятели“ (2013), „Пътуване по женски“ (2017), „Вечерно училище“ (2018) и „Космически забивки: Нови легенди“ (2021).

## Ранен живот
Лий е роден на 11 януари 1970 г. в Ню Йорк. Той завършва института „Пакър“ и Джорджтаунския университет.
Той е братовчед на кинодейците Спайк Лий, Джои Лий и Синик Лий, както и операторът Дейвид Лий.

## Кариера
През 1999 г. прави дебюта си като режисьор в романтичната комедия „Сватбата“.
През 2013 г. режисира петата част от поредицата „Страшен филм“, а през същата година режисира комедията „Ваканция с приятели“ (2013), продължение на първия му филм.
През 2017 г. комедията „Пътуване по женски“, с участието на Реджина Хол, Куин Латифа, Тифани Хадиш и Джейда Пинкет Смит получава похвали от критиката и печели 137 млн. долара. Успехът води до подписване на договор с „Юнивърсъл Пикчърс“.
През 2021 г. Лий режисира продължението на „Космически забивки“ със заглавието „Нови легенди“ с участието на Леброн Джеймс и Дон Чийдъл.  Филмът получава отрицателни отзиви от критиката и е боксофис провал.

## Филмография
- „Сватбата“ (1999)
- „Брат под прикритие“ (2002)
- „Ролери“ (2005)
- „Добре дошъл у дома, Роско Дженкинс“ (2008)
- „Солистът“ (2008)
- „Страшен филм 5“ (2013)
- „Ваканция с приятели“ (2013)
- „Пътуване по женски“ (2017)
- „Вечерно училище“ (2018)
- „Космически забивки: Нови легенди“ (2021)